# Kroczyn
Kroczyn – kolonia w Polsce położona w województwie lubelskim, w powiecie chełmskim, w gminie Dorohusk.
W latach 1975–1998 miejscowość administracyjnie należała do województwa chełmskiego. 
Kolonia wchodzi w skład sołectwa Pogranicze, Kroczyn. Według Narodowego Spisu Powszechnego (III 2011 r.) liczyła 102 mieszkańców i była osiemnastą co do wielkości miejscowością gminy Dorohusk.
Wierni Kościoła rzymskokatolickiego należą do parafii św. Michała Archanioła w Kamieniu.